# U.S. Reed
Ulysses Cleon Reed, detto U.S. (Pine Bluff, 23 maggio 1959), è un ex cestista e allenatore di pallacanestro statunitense, professionista nella CBA.

## Carriera

### Giocatore

#### High school e college
Ha giocato nella high school di Pine Bluff, la sua città natale, e successivamente per quattro anni (dal 1977 al 1981) con i Razorbacks, la squadra dell'università di Arkansas. In tutte e quattro le stagioni ha preso parte al torneo NCAA, partecipando anche alle Final Four nel 1977 e sfiorandole ripetutamente nei tre anni seguenti; Reed ottenne grande popolarità non solo per aver giocato per quattro anni in quella squadra ma soprattutto per un canestro da oltre la linea di centrocampo effettuato a fil di sirena in una partita del secondo turno del torneo NCAA del 1981 contro i campioni in carica di Louisville.

#### Professionista
Nel Draft NBA 1981 viene selezionato dai Kansas City Kings al quinto giro di scelte, con la centoquattresima scelta assoluta; non giocò mai nella NBA, disputando la stagione 1981-82 nella CBA con i Montana Golden Nuggets e venendo inserito nel miglior quintetto del campionato. In seguito ad un infortunio al ginocchio rimediato nel training camp dei San Antonio Spurs nell'estate del 1982 termina prematuramente la sua carriera agonistica.

### Nazionale
Ha vinto una medaglia d'oro nelle Universiadi di Città del Messico nel 1979.

### Allenatore
Ha lavorato per una stagione come assistente allenatore nella squadra dell'Università di Arkansas-Little Rock, nella Division I della NCAA.

## Palmarès
- All-CBA First Team (1982)